# Hành khúc Radetzky
Radetzky, Op. 228 là bản hành khúc của Johann Strauss I. Ông đã viết nó để kỷ niệm chiến thắng tại Trận Custoza (1848) của Thống chế Joseph Radetzky von Radetz. Tác phẩm được sáng tác xuất phát từ lòng trung thành với nền quân chủ Danube. Bản hành khúc này hầu như không mang dáng dấp nghiêm trang mà rất vui tươi, lý thú, thậm chí còn có thể làm nhạc nền cho khiêu vũ. Khi nghe tác phẩm này, những sĩ quan người Áo đã ngay lập tức vỗ tay và dậm chân hưởng ứng, đồng thời hô vang hứng khởi. Truyền thống mỗi khi bản nhạc vang lên là có tiếng vỗ tay trong phòng hòa nhạc đã duy trì cho đến bây giờ. Chính vì vậy, sẽ không ngạc nhiên khi nó thường được trình diễn trong buổi lễ chào mừng năm mới ở nhiều quốc gia. Đây là tác phẩm nổi tiếng nhất cúa Johann Strauss cha và là một trong những bản hành khúc nổi tiếng nhất.

## Âm thanh
| Hành khúc Radetzky |  |
|                    |  |
|                    |  |